# ROT13

ROT13 ersetzt jeden Buchstaben durch seine Entsprechung „genau gegenüber“ im lateinischen Alphabet. Im gezeigten Beispiel wird das Wort „HALLO“ zu „UNYYB“.

ROT13 (englisch rotate by 13 places, zu Deutsch in etwa „rotiere um 13 Stellen“) ist eine Caesar-Verschlüsselung (auch Verschiebechiffre genannt), mit der auf einfache Weise Texte verschlüsselt werden können. Dies geschieht durch Ersetzung von Buchstaben – bei ROT13 im Speziellen wird jeder Buchstabe des lateinischen Alphabets durch den im Alphabet um 13 Stellen davor bzw. dahinter liegenden Buchstaben ersetzt.
Der Name ROT13 stammt aus dem Usenet in den frühen 1980er Jahren. ROT13 ist nicht zur sicheren Verschlüsselung gedacht, es wird im Gegensatz dazu sogar oft als Beispiel für eine schwache, unsichere Verschlüsselung genannt. Vielmehr dient ROT13 dazu, einen Text unlesbar zu machen, also zu verschleiern, so dass eine Handlung des Lesers erforderlich ist, um den ursprünglichen Text lesen zu können. ROT13 lässt sich daher mit Lösungen von Rätseln in Zeitschriften vergleichen, die kopfüber gedruckt werden, damit sie nicht sofort versehentlich gelesen werden können.
ROT13 selbst benutzt nur die 26 Buchstaben des lateinischen Alphabets, aber es gibt erweiterte Methoden, die auch Zahlen und Sonderzeichen beachten.

## Namensgeschichte und Verwendung im Internet
Der Name ROT13 für den relativ trivialen Algorithmus trat Vermutungen zufolge ursprünglich in der Newsgroup net.jokes auf. Es gab dort Versuche, die Leser vor möglicherweise anstößigen Witzen besonders zu bewahren, jedoch wurde eine einzelne Kategorie abgelehnt, da kein spezieller Platz für diese eher abgelehnten Beiträge geschaffen werden sollte. Somit wurde das einfache Verfahren ROT13 benutzt, um Leser vor dieser Art von Witzen direkt zu schützen. Es wurden auch die Pointen der Witze verschlüsselt, sodass sie nicht unbeabsichtigt zu früh gelesen werden konnten.
Das Verfahren wurde seitdem in verschiedenen Bereichen zum Schutz der Leserschaft verwandt, so dass die Leser nicht unbeabsichtigt etwas lesen, was sie nicht lesen wollen; abgesehen vom oben genannten Versuch eines freiwilligen Jugendschutzes beispielsweise zum Schutz vor Spoilern (etwa inhaltliche Beschreibung eines Films). Einige E-Mail-Programme, Texteditoren und viele Newsreader bieten eine ROT13-Funktion an.

## Algorithmus
ROT13 hat gegenüber anderen Verschiebechiffren (ROT-{\displaystyle n}, also gegenüber einer Verschiebung um n ≠ 13 Stellen des Alphabets) den Vorteil, dass die Ver- und Entschlüsselung identisch abläuft, also mathematisch eine Involution vorliegt. Wird ein bereits einmal verschlüsselter Text erneut verschlüsselt, so wird er also entschlüsselt. Verbreitet ist deshalb auch der Witz von „doppelt ROT13-verschlüsselten“ Inhalten (manchmal auch ROT-26 genannt).
Aufgrund der Einfachheit des Algorithmus lassen sich verschlüsselte Texte sowohl manuell – beispielsweise anhand einer Tabelle – als auch durch simple Programme relativ einfach und schnell entschlüsseln. Bei UNIX-Systemen existiert ein Kommandozeilenprogramm namens tr (für engl. transliterate), die zur Ver- und Entschlüsselung benutzt werden kann:
```
 
tr
 
A-Za-z
 
N-ZA-Mn-za-m

```

Eine Methode für automatische Entschlüsselung wurde in zahlreiche Newsreader eingebaut. Da ROT13 Buchstaben des Alphabets jeweils nur wieder mit Buchstaben ersetzt, verursachte dieses Verfahren bei Newsreadern keine Fehler wie andere einfache Verschlüsselungen, bei denen die Buchstaben auch durch Sonderzeichen ersetzt wurden, mit denen die Software nicht zurechtkam.
Zur Ver- und Entschlüsselung lässt sich folgende Tabelle benutzen:
| A | B | C | D | E | F | G | H | I | J | K | L | M | N | O | P | Q | R | S | T | U | V | W | X | Y | Z | a | b | c | d | e | f | g | h | i | j | k | l | m | n | o | p | q | r | s | t | u | v | w | x | y | z |
| N | O | P | Q | R | S | T | U | V | W | X | Y | Z | A | B | C | D | E | F | G | H | I | J | K | L | M | n | o | p | q | r | s | t | u | v | w | x | y | z | a | b | c | d | e | f | g | h | i | j | k | l | m |

Es wird jeweils der oben stehende Buchstabe durch den darunter stehenden ersetzt – sowohl für Verschlüsselung als auch für Entschlüsselung.

## Beispiel
Als Beispiel dient hier die teilweise Verschlüsselung eines Witzes, sodass der Anfang des Witzes und die Pointe getrennt bleiben:
```
Was macht ein Ostfriese mit einem Messer in der Hand auf dem Deich?
Re jvyy va Frr fgrpura!
```

Durch Anwendung von ROT13 auf die zweite Zeile wird die Pointe offengelegt:
```
Er will in See stechen!
```

## ROT13 als Verschlüsselungstechnik
ROT13 ist ein Sonderfall der historischen Verschlüsselungsmethode, die der römische Feldherr Gaius Iulius Caesar vor mehr als 2000 Jahren benutzte und die unter dem Namen Caesar-Verschlüsselung bekannt ist. ROT13 ist eine feste Caesar-Verschiebung um 13 Buchstaben (entspricht dem Schlüssel M) und ist daher keinesfalls als sichere Verschlüsselung geeignet. Mit einfachsten kryptoanalytischen Methoden wie der Untersuchung der Buchstabenhäufigkeit oder der Analyse bezüglich häufiger Buchstabenkombinationen kann diese Methode sehr schnell entlarvt und gebrochen werden.
Der einzige Zweck von ROT13 ist also der, dass der Empfänger einer Nachricht die bewusste Entscheidung treffen muss, den verschlüsselten Abschnitt zu lesen. Da ROT13 eine offenkundig unsichere Verschlüsselungsmethode ist, wurde diese Bezeichnung zum Schlagwort für unsichere Verschlüsselungen.
Ironischerweise besitzt die (heute veraltete) DES-Verschlüsselung eine Ähnlichkeit mit ROT13. Bei ihr existieren nämlich vier sogenannte schwache Schlüssel, welche ihre sonst recht hohe Sicherheit völlig aushebeln. Genauso wie bei ROT13 erzeugt die Verschlüsselung eines Geheimtexts wiederum den Klartext, falls Ver- und Entschlüsselung mit demselben schwachen Schlüssel geschehen.

## ROT13-Variationen
Da es in einigen Fällen auch sinnvoll ist, dass Zahlen und/oder Sonderzeichen wie @, - oder ? nicht auf den ersten Blick erkannt werden können, wurde zudem ein Verfahren namens ROT18 entwickelt, welches bei den Großbuchstaben die Ziffern von 0 bis 9 einbezieht, bei den Kleinbuchstaben aber mit ROT13 identisch ist. ROT18 wird allerdings von keinem gängigen E-Mail-Programm oder Newsreader unterstützt. Alternativ gibt es das Verfahren ROT5, das die Zahlen extra behandelt und sie um fünf Stellen weiterschiebt. Der noch weniger verbreitete ROT47-Algorithmus wiederum wendet das von ROT13 bekannte Verfahren auf alle ASCII-Zeichen, die keine Leer- und Steuerzeichen sind, d. h. Zeichen zwischen 33 („!“) und 126 („~“), an.
| !"#$%&'()*+,-./0123456789:;<=>?@ABCDEFGHIJKLMNOPQRSTUVWXYZ[\]^_`abcdefghijklmnopqrstuvwxyz{\|}~ |
| PQRSTUVWXYZ[\]^_`abcdefghijklmnopqrstuvwxyz{\|}~!"#$%&'()*+,-./0123456789:;<=>?@ABCDEFGHIJKLMNO |

## ROT26
ROT26 ist ein ironischer Ausdruck für eine faktisch nicht existente Verschlüsselung. Technisch ergibt die Rotation um 26 Stellen den originalen Text. Varianten sind "double ROT13" oder "2ROT13".

## Ähnliche Verfahren
- Atbasch-Variante ALBaM